# Глоговски окръг
Глоговски окръг (на полски: Powiat głogowski) е окръг в Югозападна Полша, Долносилезко войводство. Заема площ от 443,27. Административен център е град Глогов.

## География
Окръгът се намира в историческата област Долна Силезия. Разположен е в северната част на войводството.

## Население
Населението на окръга възлиза на 90 249 души (2012 г.). Гъстотата е 204 души/км2.

## Административно деление
Административно окръгът е разделен на 6 общини.
Градска община:
- Глогов

Селски общини:
- Община Глогов
- Община Жуковице
- Община Йежманова
- Община Котля
- Община Пенцлав